# Суарес, Факундо
Факу́ндо Суа́рес (исп. Facundo Suárez; 1923−1998) — аргентинский государственный и политический деятель, член партии Гражданский радикальный союз.

## Биография
Родился в Мендосе, его отец Леопольдо Суарес, служил министром общественных работ в провинции Мендоса. Окончил Национальный университет Ла-Платы, по образованию — юрист, впоследствии получил докторскую степень в области политических наук в университете Куйо. 
В 1941 вступил в партию Гражданский радикальный союз, с 1948 до 1952 был депутатом Законодательного собрания провинции Мендоса, в 1958 избран депутатом нижней палаты Национального конгресса Аргентины. Баллотировался на пост губернатора провинции Мендоса в 1963, но потерпел поражение от лидера Демократической партии Франсиско Габриэлли. После победы на президентских выборах 1963 представителя Гражданского радикального союза Артуро Умберто Ильиа Суарес был назначен главой национальной нефтяной компании YPF.
После военного переворота 1966 Суарес был смещён с поста руководителя YPF. В течение ряда лет был советником лидера партии Гражданский радикальный союз Рикардо Бальбина, но после поражения партии на выборах в 1973 на протяжении последующих 10 лет активного участия в политике не принимал.
Избранный в 1983 президентом Рауль Альфонсин назначил Суареса директором государственной электрической компании SEGBA, обслуживавшей Большой Буэнос-Айрес. В 1985—1986 Суарес был послом в Мексике, а в 1986 был назначен директором спецслужбы СИДЕ. За время руководства СИДЕ (1986—1989) Суарес сделал бюджет СИДЕ открытым и сумел увеличить его размер вдвое. Период его руководства отмечен рядом скандалов, связанных с участием сотрудников СИДЕ в деятельности ультраправой организации Carapintadas, а также сбором компромата на сенаторов от оппозиционных партий.
После отставки президента Альфонсина в 1989 Суарес был освобождён от должности директора СИДЕ, некоторое время работал в национальном комитете партии Гражданский радикальный союз. Его сын, Факундо Суарес Ластра, был мэром Буэнос-Айреса с 1986 по 1989 гг..
Умер от рака в Буэнос-Айресе в 1998, в возрасте 74 лет.